# Evgenij Džugašvili
Evgenij Jakovlevič Džugašvili (in russo Евге́ний Я́ковлевич Джугашви́ли?; Urjupinsk, 10 gennaio 1936 – Mosca, 22 dicembre 2016) è stato un militare russo.

## Biografia
Figlio di Jakov Džugašvili e nipote del politico sovietico Iosif Stalin, è stato tenente colonnello dell'Aeronautica militare.
È diventato noto in seguito, come difensore della reputazione di suo nonno, e nelle elezioni del 1999 della Duma russa, in cui fu uno dei volti del "Blocco Stalin – per l'URSS", una lega di partiti comunisti. Prima di morire risiedeva in Georgia, terra natale del nonno.